# Bolungarvík
Bolungarvík est une  municipalité de la côte nord-ouest de l'Islande, située dans la région Vestfirðir, aussi appelée les  fjords de l'Ouest.
Elle se trouve à approximativement 15 km de la ville de Ísafjörður et à 466 km de la capitale Reykjavik.

## Histoire
Selon le Landnámabók, Bolungarvík fut fondée aux alentours de l'an 940 par Þuríður et Þjóðólfur, frère et sœur ayant fui la Norvège pour s'installer en Islande.
Bolungarvík est l'une des plus anciennes installations de pêcheurs en Islande.
Auparavant rattachée à la municipalité d’Hólshreppur, dont faisait aussi partie le village voisin de Skálavík, Bolungarvík obtient son statut de ville indépendante en 1974.
Une légende locale prétend que les deux premiers colons, tous deux  sorciers aguerris, se disputèrent si violemment qu'ils se maudirent entre eux: Þuríður lança sur son frère une malédiction le changeant en pierre sur laquelle les oiseaux défèqueront pour l'éternité; en réaction, Þjóðólfur transforma sa sœur en pierre à l'endroit où le vent souffle le plus fort.
Cette légende se fondait sur la présence de deux  monolithes encadrant le village; or, un jour de 1936, la pierre Þjóðólfur s'effondra, et le soir même, la pierre Þuríður tomba dans l'océan, engloutissant le frère et la sœur ainsi que leurs malédictions.

## Géographie

### Localisation
Bolungarvík est située à l'extrémité ouest du grand fjord Ísafjarðardjúp, dans la région des Fjords de l'Ouest, en Islande, près de son embouchure. La ville est située dans une petite baie, au pied d'une montagne d'environ 600 m de hauteur, ce qui expose la ville à des problèmes d'avalanches. La situation géographique de la ville en fait un mauvais port naturel, cependant, il est proche des importantes zones de pêche.

### Relief
Au nord-ouest de Bolungarvík se trouve la falaise de Bolafjall, haute de 634 mètres.

### Climat
Bolungarvík, en raison de sa situation proche du cercle polaire (quelques kilomètres au sud), possède un climat à tendance polaire.
| Mois                                             | jan. | fév.  | mars  | avril | mai   | juin  | jui.  | août  | sep.  | oct.  | nov.  | déc. |
| ------------------------------------------------ | ---- | ----- | ----- | ----- | ----- | ----- | ----- | ----- | ----- | ----- | ----- | ---- |
| Température minimale moyenne (°C)                | −2   | −3    | −3    | −1    | 2     | 6     | 8     | 7     | 6     | 2     | −1    | 3    |
| Température moyenne (°C)                         | 1    | 0     | 0     | 2     | 5     | 9     | 11    | 10    | 8     | 4     | 1     | 0    |
| Température maximale moyenne (°C)                | 3    | 2     | 3     | 5     | 8     | 12    | 14    | 13    | 11    | 6     | 4     | 3    |
| Record de vent sur 10 minutes (km/h)             | 17   | 19    | 18    | 16    | 13    | 11    | 10    | 12    | 14    | 17    | 19    | 18   |
| Pression atmosphérique au niveau de la mer (hPa) | 997  | 1 003 | 1 005 | 1 009 | 1 014 | 1 016 | 1 012 | 1 010 | 1 005 | 1 005 | 1 002 | 999  |
| Précipitations (mm)                              | 1,9  | 0,5   | 0     | 0,7   | 6,7   | 6,6   | 13,4  | 10,8  | 18,9  | 21,3  | 3,4   | 0    |
| Humidité relative (%)                            | 81   | 81    | 79    | 77    | 77    | 76    | 79    | 81    | 79    | 80    | 81    | 81   |

### Localités limitrophes
|  |             |            |
|  | Bolungarvík |            |
|  | Ísafjörður  | Hnífsdalur |

## Démographie
Jusqu'en 1974, le village était intégré dans la municipalité Hólshreppur, qui regroupait notamment les villages de Bolungarvík et Skálavík. Skálavík s'étant progressivement dépeuplée, elle fut rattachée à Bolungarvík qui devint une ville indépendante. La municipalité Hólshreppur fut dissoute.

### Évolution de la population
| 1901 | 1910  | 1920 | 1930 | 1940 | 1950 | 1960 | 1970 | 1980  |
| ---- | ----- | ---- | ---- | ---- | ---- | ---- | ---- | ----- |
| 546  | 1 021 | 953  | 816  | 751  | 784  | 858  | 978  | 1 266 |

| 1990  | 1992  | 1997  | 1998  | 1999  | 2000  | 2001 | 2002 | 2003 |
| ----- | ----- | ----- | ----- | ----- | ----- | ---- | ---- | ---- |
| 1 187 | 1 195 | 1 094 | 1 093 | 1 018 | 1 001 | 997  | 959  | 951  |

| 2004 | 2005 | 2006 | 2007 | 2008 | 2009 | 2010 | 2011 | 2012 |
| ---- | ---- | ---- | ---- | ---- | ---- | ---- | ---- | ---- |
| 944  | 930  | 910  | 902  | 909  | 966  | 970  | 888  | 889  |

| 2013 | 2014 | 2015 | 2016 | 2017 | 2018 | 2019 | 2020 | 2021 |
| ---- | ---- | ---- | ---- | ---- | ---- | ---- | ---- | ---- |
| 918  | 950  | 923  | 904  | 908  | 945  | 953  | 955  | 958  |

| 2022 | - | - | - | - | - | - | - | - |
| ---- | - | - | - | - | - | - | - | - |
| 934  | - | - | - | - | - | - | - | - |

Pour des raisons techniques, il est temporairement impossible d'afficher le graphique qui aurait dû être présenté ici.

La population du village décroit au fil des années depuis les années 1980, avec un léger rebond à la fin des années 2000, dû à la construction d'un tunnel sur la route 61 reliant Bolungarvík au village voisin de Hnífsdalur. En 2021, la population a augmenté de 0,3% depuis 2020, et a diminué d'environ 4% depuis le début du millénaire.

### Pyramide des âges
| Hommes | Classe d’âge | Femmes |
| ------ | ------------ | ------ |
| 1      | 90 et plus   | 3      |
| 26     | 75-89        | 28     |
| 52     | 60-74        | 51     |
| 112    | 45-59        | 110    |
| 75     | 30-44        | 70     |
| 98     | 15-29        | 91     |
| 93     | 0-14         | 78     |

## Transports
L'aéroport le plus proche se trouve à environ 20 kilomètres, il s'agit de celui d'Ísafjörður.
Il n'y a aucun réseau de transports en commun. Les véhicules personnels sont le principal moyen de locomotion.
Le village est traversé par la route 61 reliant Bolungarvík au  Hringvegur. Sur cette route, le 25 septembre 2010, un tunnel entre Bolungarvík et le village voisin de Hnífsdalur a été ouvert. Ce tunnel, long de 5 kilomètres, est censé sécuriser et raccourcir un trajet dangereux ouvert en 1949.
Le port a une vocation principalement économique et est un des plus anciens ports de pêche d'Islande,. Cependant, certains ferrys naviguant dans la région s'arrêtent à Bolungarvík.

## Culture

Bolungarvík
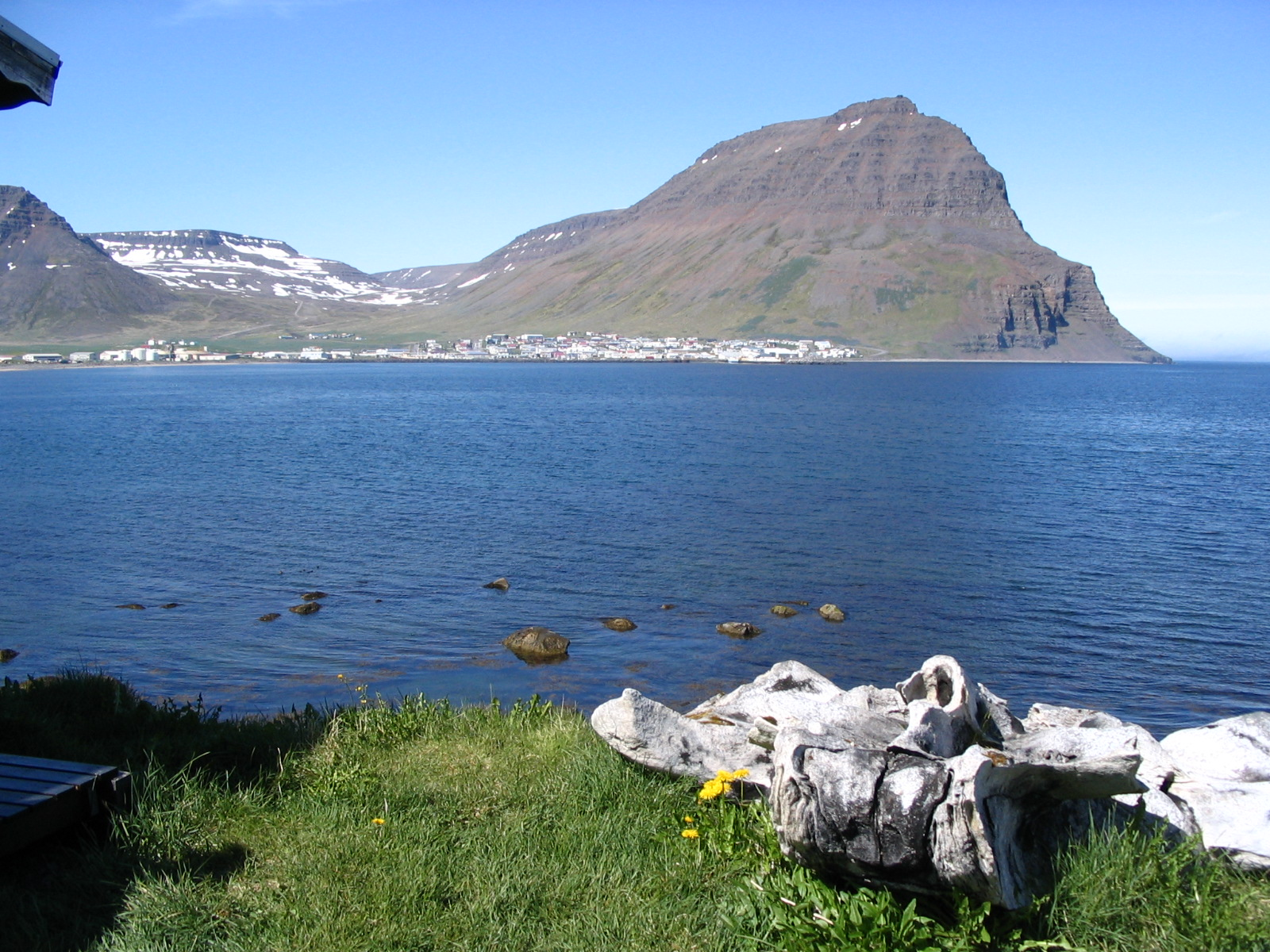
Bolungarvík vu depuis la rive opposée du port.
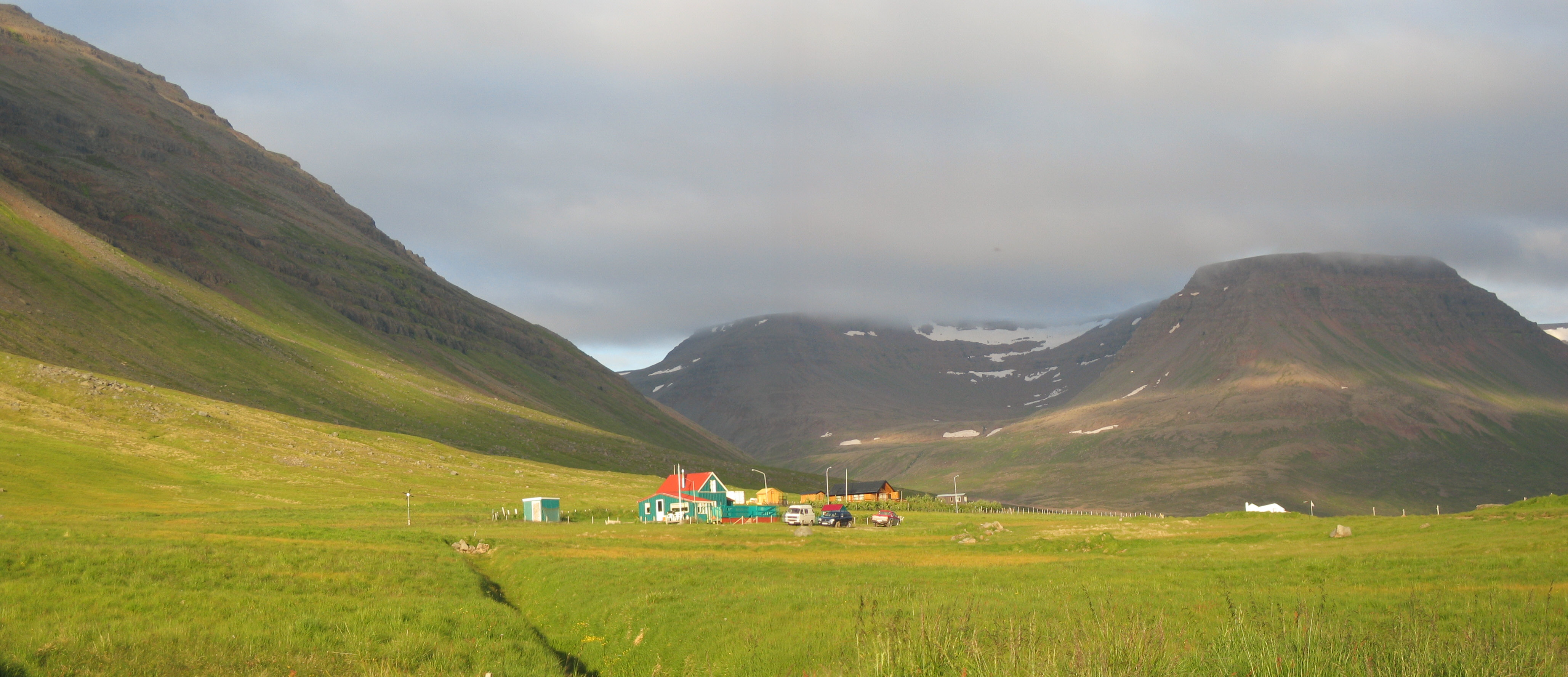
Skálavík, désormais rattachée à Bolungarvík.
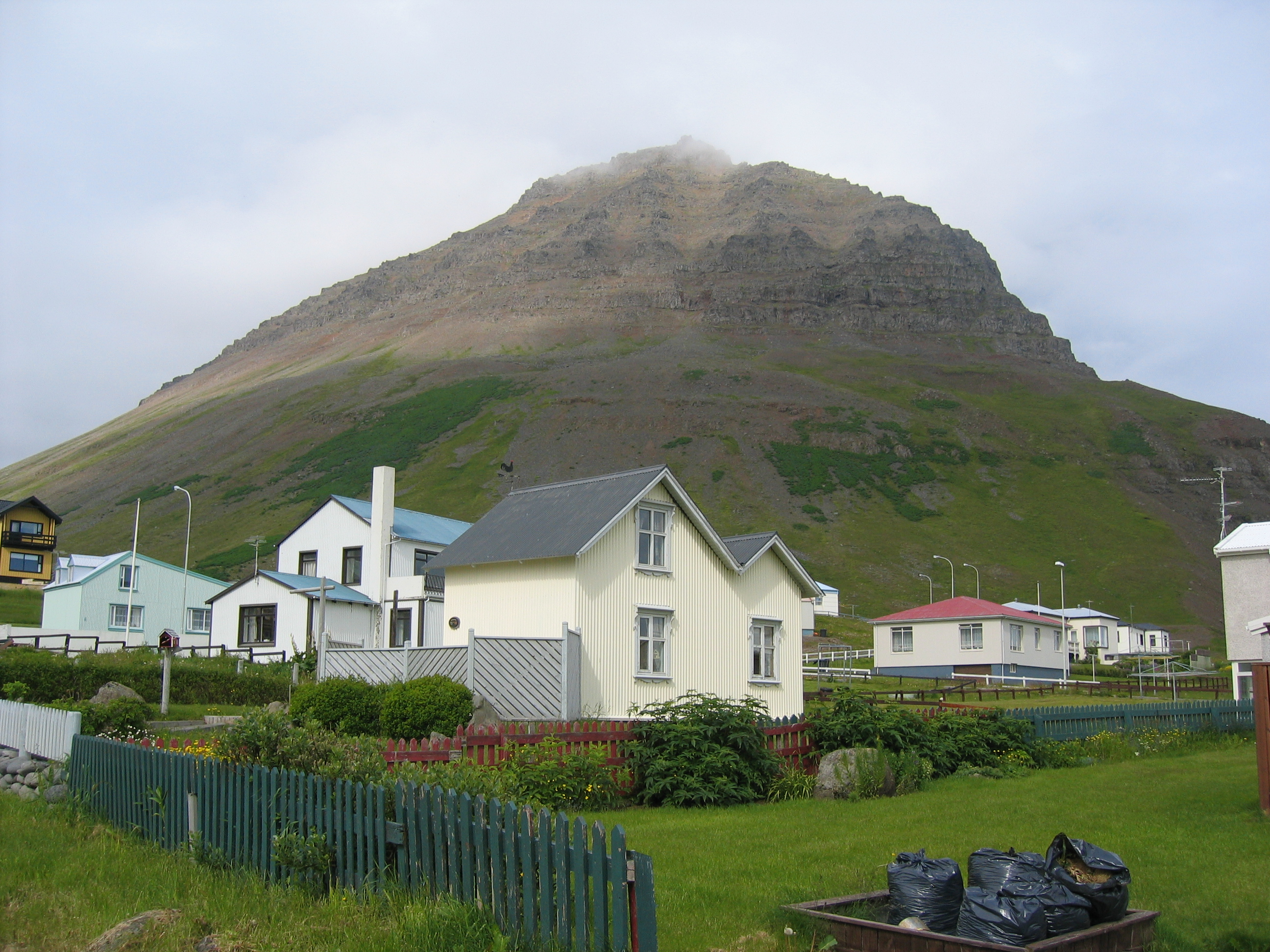
Le village.
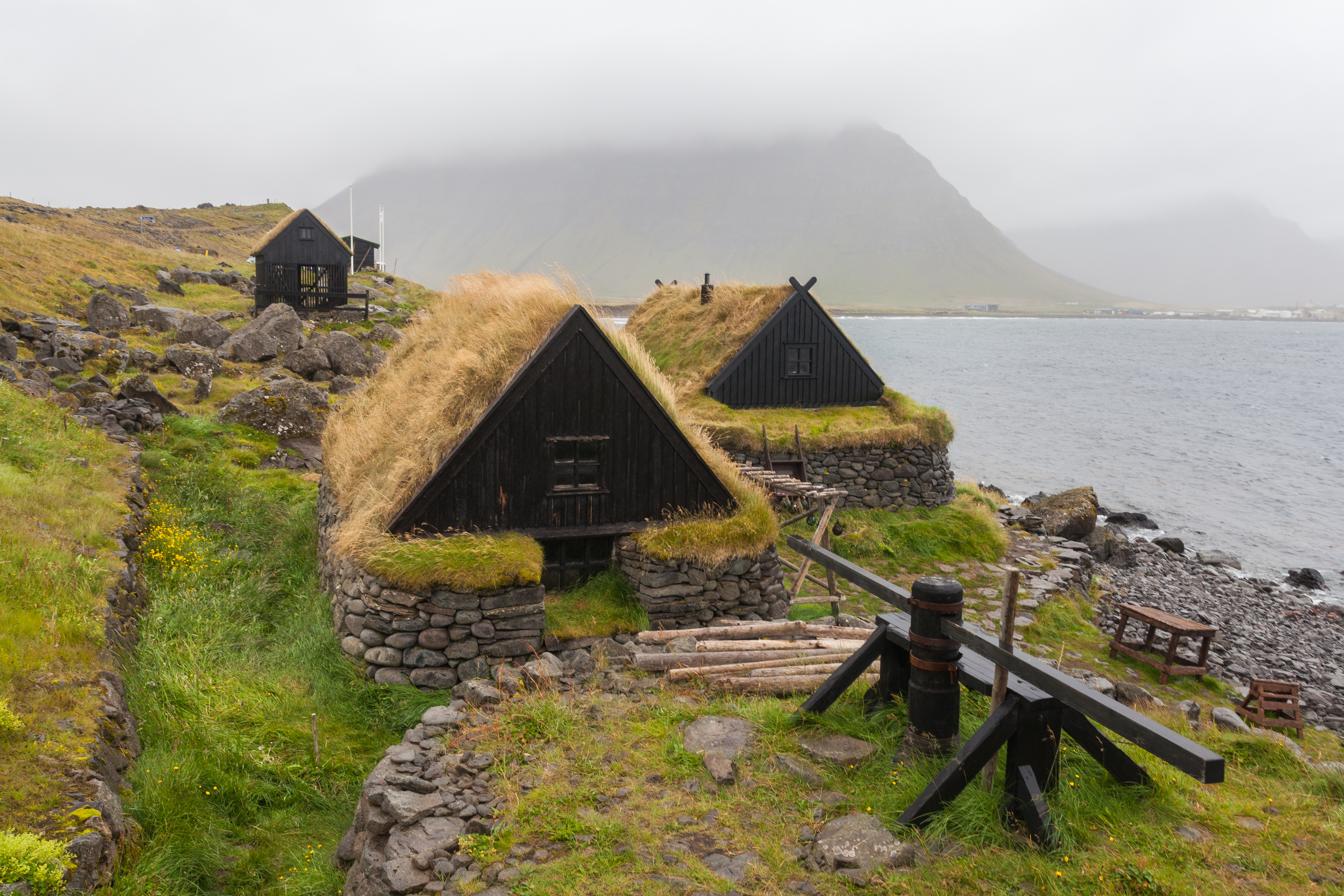
Le musée de la pêche à ciel ouvert.
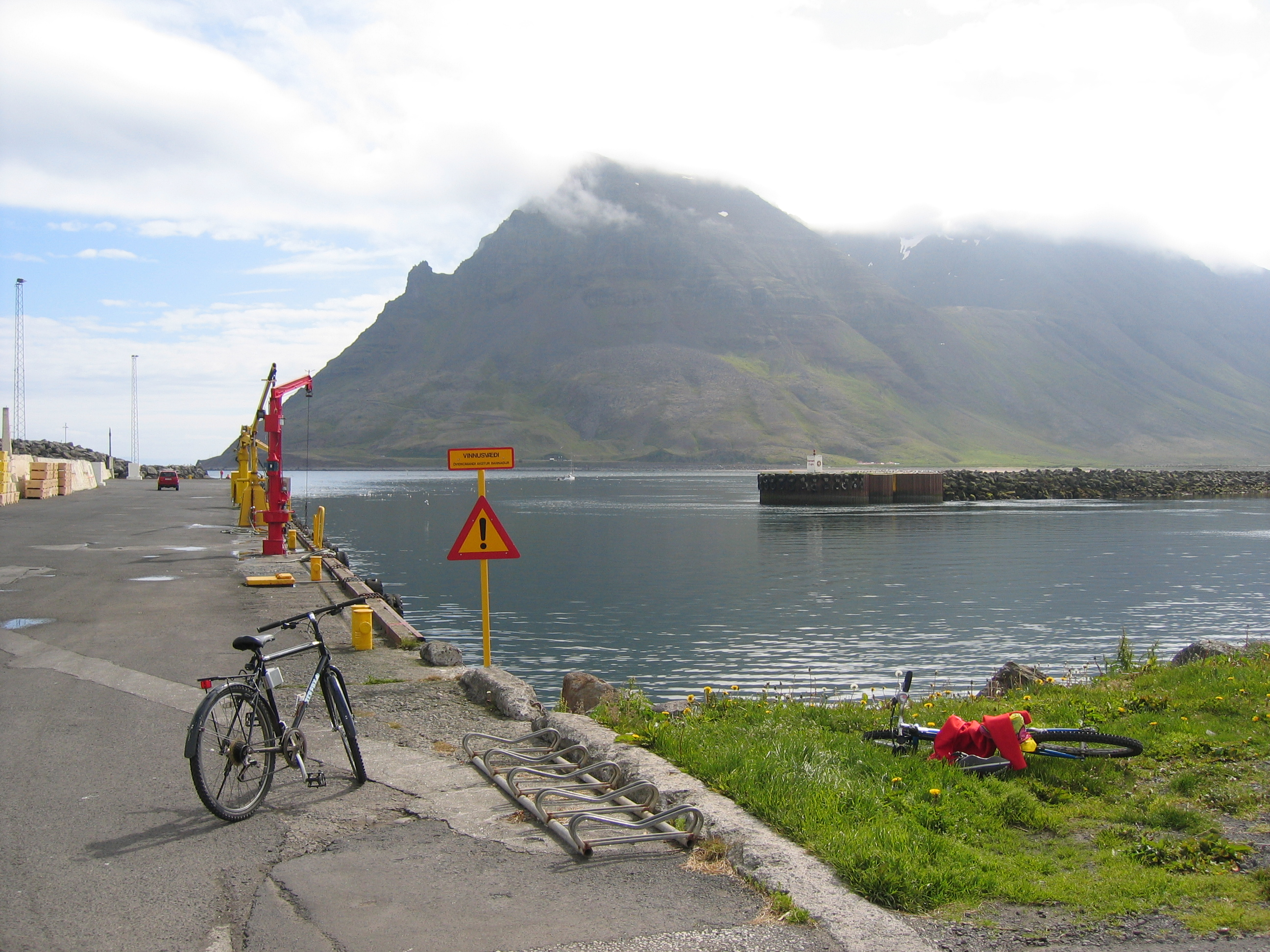
Vue sur une des montagnes environnant Bolungarvík.
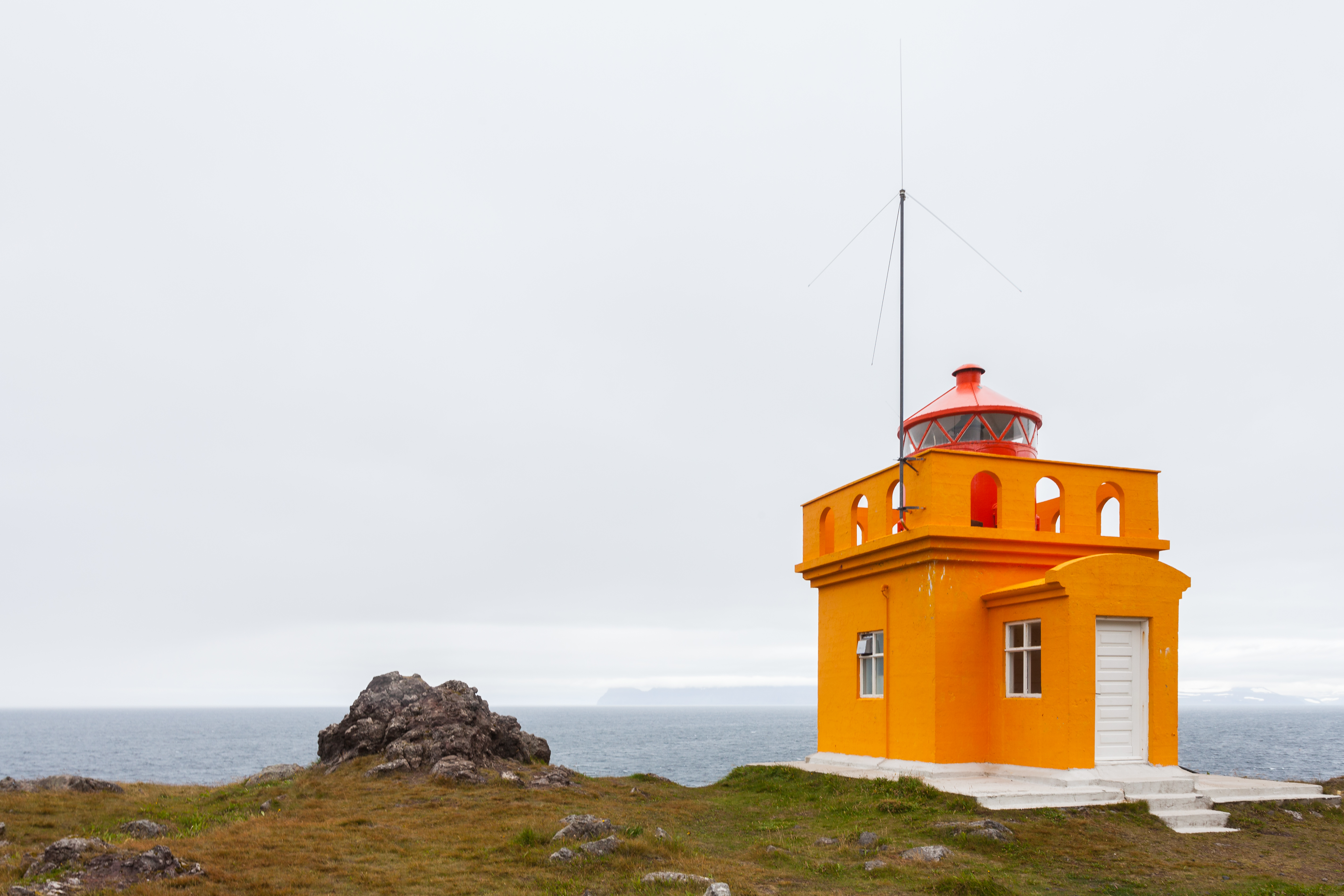
Phare.

### Bolungarvík au cinéma
Bolungarvík est le lieu de tournage du film Nói l'albinos de Dagur Kári au sujet de la vie d'un adolescent dans un village islandais.

### Tourisme et points d'intérêts
Le musée de la pêche de Bolungarvík, situé dans le quartier Ósvör, présente à ciel ouvert l'un des premiers établissements de pêcheurs de la région. Il expose notamment plusieurs campements de pêcheurs tels qu'ils pouvaient l'être au XVIIIe siècle, ainsi qu'une barque de pêcheurs datant de cette époque, où Bolungarvík était un des principaux ports de pêche de la région.
Le village possède également un musée d'histoire naturelle exposant sur 300 m2 une grande collection d'animaux naturalisés (dont 230 oiseaux), ainsi que de minéraux géologiques caractéristiques de la région.
Dans le centre-ville se trouve aussi un terrain de camping et une piscine.